# York megye (Maine)
York megye az Amerikai Egyesült Államokban, azon belül Maine államban található. Megyeszékhelye Alfred, legnagyobb városa Biddeford. Lakosainak száma 211 972 fő (2020. április 1.). York megye Oxford, Cumberland, Rockingham, Strafford és Carroll megyékkel határos.

## Népesség
A megye népességének változása:
| Lakosok száma | 197 199 | 198 239 | 199 041 | 199 431 | 201 169 | 211 972 |
|               | 2010    | 2011    | 2012    | 2013    | 2015    | 2020    |